# Дріант
Дріа́нт (дав.-гр. Δρύας) — персонаж давньогрецької міфології, син царя едонів Лікурга, убитий своїм батьком, який у пориві божевілля вважав, що рубає виноградну лозу. Божевілля на Лікурга наслав Діоніс як помсту за заборону свого культу. Після цього землі Лікурга зробилися неродючими. Він втік до гори Пангей, де його розірвали коні.
Також є варіант, де на Лікурга Зевс наслав сліпоту.